# The Magic Flame
The Magic Flame este un film american mut dramatic din 1927, regizat de Henry King, produs de Samuel Goldwyn și bazat pe piesa de teatru Konig Harlekin scrisă în 1900 de Rudolph Lothar. George Barnes a fost nominalizat la Premiile Oscar pentru cea mai bună imagine pentru filmele The Magic Flame, The Devil Dancer și Sadie Thompson. Filmul a fost promovat ca Romeo și Julieta ai circului la lansarea sa.
Acesta este acum considerat a fi un film pierdut. Se pare că primele cinci bobine există la George Eastman House, deși acest lucru este contestat.

## Distribuția
- Ronald Colman - Tito clovnul
- Vilma Bánky - Bianca, acrobata
- Agostino Borgato - Bijutierul
- Gustav von Seyffertitz - Cancelarul
- Harvey Clark - Ajutorul
- Shirley Palmer - Soția
- Cosmo Kyrle Bellew - Soțul
- George Davis - Omul bun la toate
- André Cheron - Directorul
- Vadim Uraneff - Vizitatorul
- Meurnier-Surcouf - Înghițitorul de săbii
- Raoul Paoli - Aruncătorul de greutăți
- William Bakewell
- Lucille Ballart
- Austen Jewell